# Innocent Blood
Pour plus de détails, voir Fiche technique et Distribution.
Innocent Blood ou Le Sang des Innocents au Québec est un film américain réalisé par John Landis et sorti en 1992.

## Synopsis
À Pittsburgh, Marie, une jeune vampire, survit en se nourrissant exclusivement du sang des criminels et autres hors-la-loi. Une fois ses "repas" terminés, elle se doit d'achever ses proies avant qu'elles se transforment en vampires. Toutefois, alors qu'elle choisit comme victime un caïd de la mafia du nom de Sal Macelli, Marie se voit empêchée de le tuer complètement et celui-ci parvient à s'enfuir. Cet acte involontaire provoquera la transformation de Macelli en vampire. Il se "réveillera" plus tard à la morgue et comprendra très vite l'étendue de ses nouveaux pouvoirs.

## Fiche technique
Sauf indication contraire, les informations mentionnées dans cette section peuvent être confirmées par la base de données cinématographiques IMDb,  présente dans la section « Liens externes ».
- Titre original et français : Innocent Blood
- Titre québécois : Le Sang des Innocents
- Titre alternatif anglophone : A French Vampire in America
- Réalisation : John Landis
- Scénario : Michael Wolk
- Musique : Ira Newborn
- Photographie : Mac Ahlberg
- Montage : Dale Beldin
- Décors : Richard Tom Sawyer
- Costumes : Deborah Nadoolman
- Production : Leslie Belzberg, Lee Rich, Michael Wolk et Jonathan Sheinberg
- Société de production et distribution : Warner Bros.
- Pays de production :  États-Unis
- Format : Couleurs - 1,85:1 - Dolby - 35 mm
- Genre : comédie horrifique, fantastique
- Durée : 112 minutes
- Dates de sortie : 
  - États-Unis : 25 septembre 1992
  - France : 17 février 1993
- Film interdit aux moins de 12 ans lors de sa sortie en France

## Distribution
- Anne Parillaud (VF : elle-même ; VQ : Élise Bertrand) : Marie
- David Proval (VF : Philippe Peythieu ; VQ : Luis de Cespedes) : Lenny
- Rocco Sisto (VF : Michel Derain ; VQ : Jacques Lavallée) : Gilly
- Chazz Palminteri (VF : Mario Santini ; VQ : Mario Desmarais) : Tony
- Anthony LaPaglia (VQ : Marc Bellier) : Joe Gennaro
- Robert Loggia (VF : Claude Joseph ; VQ : Yves Massicotte) : Sallie « The Shark » Macelli
- Tony Sirico : Jacko
- Tony Lip : Frank
- Kim Coates (VQ : Daniel Picard) : Ray
- Marshall Bell : Marsh
- Leo Burmester (VF : Marc François ; VQ : Jean-Marie Moncelet) : Dave Flinton
- Rohn Thomas : le légiste
- Angela Bassett (VF : Véronique Augereau) : le procureur Sinclair
- Linnea Quigley : l'infirmière
- Luis Guzmán (VF : Gilbert Lévy ; VQ : Bernard Fortin) : Morales
- Don Rickles (VF : Yves Barsacq) : Emmanuel « Manny » Bergman
- Elaine Kagan : Frannie Bergman
- Dario Argento : l'ambulancier

## Production

### Genèse et développement
Le projet débute par un script écrit par Mick et Richard Christian Matheson intitulé Red Sleep. John Landis, sous contrat avec Warner Bros., réécrit le scénario avec Harry Shearer. John Landis explique que l'intrigue se déroulant dans un Las Vegas tenu par les vampires. Ils présentent leur scénario mais le studio ne l'apprécie pas. John Landis se voit alors confié un autre scénario mettant en scène des vampires, Innocent Blood écrit par Michael Wolk. John Landis est séduit par ce nouveau script, peu couteux, et par la liberté créatrice laissée par le studio. Il décrit son projet comme un « film de la Hammer qui serait réalisé par Martin Scorsese ».
Pour le rôle principal, John Landis choisit l'actrice française Anne Parillaud après l'avoir découverte dans Nikita de Luc Besson. Malgré un fort accent français, John Landis refusera de la doubler en anglais.
Comme dans plusieurs films de John Landis, de nombreux réalisateurs font ici de petites apparitions : Dario Argento (l'infirmier dans l'ambulance), Frank Oz (le pathologiste), Sam Raimi (le boucher à Rome) et Michael Ritchie (le gardien de nuit). De même que Forrest J Ackerman (l'homme à qui l'on vole la voiture), éditeur du magazine Famous Monsters of Filmland ou le réalisateur et maquilleur Tom Savini (le photographe reporter). On remarquera également la présence de la scream queen Linnea Quigley dans le rôle d'une infirmière.

### Tournage
Initialement, John Landis voulait situer l'intrigue à New York mais en tournant à Philadelphie. Cependant après des repérages à Pittsburgh, il décide d'y tourner son film. Le tournage a donc lieu à Pittsburgh. Quelques scènes sont tournées à Monroeville et dans les Warner Bros. Studios en Californie. Il s'est déroulé de janvier à avril 1992.

### Montage
La Motion Picture Association of America (MPAA) voulait initialement classer le film NC-17 (interdit aux enfants de 17 ans). Après quelques coupes, le film est finalement reclassé R - Restricted (les enfants de moins de 17 ans doivent être accompagnés d'un adulte).

## Bande originale
- Night, composé par Johnny Lehmann et Herb Miller
- That Old Black Magic, interprété par Frank Sinatra
- I've Got You Under My Skin, interprété par Frank Sinatra
- Too Far Gone, interprété par Sturm & Twang
- Gett Off, interprété par Prince and the New Power Generation
- Sexitivity, interprété par Rhythm Syndicate
- I Wanna Make Love To You, interprété par Rhythm Syndicate
- I See Your Smile, interprété par Gloria Estefan

## Sortie et accueil
Les distributeurs renommèrent le film A French Vampire in America (« Un vampire français en Amérique » en français) pour l'exploitation internationale du film, sans en informer John Landis, ce qui irrita ce dernier et amena une certaine confusion lors de son exploitation à l'étranger[réf. nécessaire].
Le film est un échec commercial. Il ne récolte que 4 943 279 $ sur le sol américain.

## Commentaires
Bien que les vampires soient le sujet principal du film, le mot vampire n'est jamais directement employé.
Habitué des nombreux clins d'œil dans ses films, Innocent Blood n'échappe pas à la règle et l'on peut ainsi voir dans l'une des scènes une télévision diffusant le caméo effectué par Alfred Hitchcock dans L'Inconnu du Nord-Express (1951), la diffusion de quelques extraits du Fantôme de la rue Morgue (1954) durant les scènes de morgue, ou encore, le final entre Christopher Lee et Peter Cushing dans Le Cauchemar de Dracula (1958).